# Dózsaújfalu
Dózsaújfalu románul: Gheorghe Doja, falu Romániában, Moldvában, Bákó megyében.

## Fekvése
A DN"-es út mellett, Rekecsin közelében fekvő település.

## Története
A megye délkeleti részén fekvő település Dózsaújfalu románul: Gheorghe Doja Rekecsin község faluja. Nevének többféle változata ismert: Dózsa, Dózsaújfalu, Dózsa, Újfalu, Dózsa György változatban is említve van.